# 楊起元 (博羅)
楊起元（1547年—1599年），字貞復，號復所，廣東惠州府歸善縣民籍，博羅縣人。明朝政治人物。累官吏部右侍郎。善作八股文，與唐順之、湯顯祖等並稱「舉葉八大家」。

## 生平
隆慶元年（1567年），楊起元舉丁卯科廣東鄉試第一，萬曆五年（1577年）登進士，房師陳經邦，五月考選庶吉士。師從羅汝芳，“以知性为宗，不离日用，亦不讳禅。”。七年授翰林院编修，十三年充大明会典纂修官。十五年大典告成，升修撰，给诰命。十六年典试福建。
万历十七年（1589年），为国子监司业。十九年升司经局洗马兼翰林院修撰，充玉牒纂修官，尋充经筵讲官，二十年回籍养病。二十一年升南京翰林院侍读学士，掌本院印信。二十三年升国子监祭酒，以母老乞遵制侍养，不允。二十四年升南京礼部右侍郎，二十六年五月改吏部右侍郎兼翰林院侍讀學士。因母卒未任，持丧归乡。次年九月在惠病逝，年五十三。谥文懿。任广州禺山书院山长，“以明德、新民、止至善为宗”。

## 著作
著有《定氛外史》上下2卷、《文懿集》12卷，及《识仁编》、《证学编》、《诸经品节》等。

## 家族
曾祖楊順，祖楊天祦，父楊傳芳，母郭氏。